# Oberriexingen
Oberriexingen là một thị xã ở huyện Ludwigsburg, Baden-Württemberg, Đức. Đô thị này có diện tích 8,17 km², dân số thời điểm ngày 31 tháng 12 năm 2006 là 2990 người. Thị trấn tọa lạc bên sông Enz, 20 km về phía tây bắc của Stuttgart, và 13 km về phía tây của Ludwigsburg.